# إدوارد سي. كراوز
إدوارد سي. كراوز هو سياسي أمريكي، ولد في 14 ديسمبر 1914، وتوفي في 20 نوفمبر 1950. نشط حزبياً في الحزب الجمهوري. وقد انتخب عضو جمعية ولاية ويسكونسن ‏.